# 新井政彦
新井 政彦（あらい まさひこ、1950年3月23日 -）は日本の推理作家。

## 略歴
埼玉県南埼玉郡宮代町出身。中央大学文学部卒業。
1999年、『CATT - 託されたメッセージ』で第16回サントリーミステリー大賞優秀作品賞を受賞（大賞は高嶋哲夫）。翌年、第17回の同賞で『ネバーランドの柩』が優秀作品賞受賞（大賞は垣根涼介）。この受賞作2作は刊行されていない。
2005年、『ユグノーの呪い』で第8回日本ミステリー文学大賞新人賞を受賞してデビューした。
2020年第42回横溝正史ミステリ&ホラー大賞の第一次選考を『神様を飼う村』で通過、二次落ちした。

## 作品リスト
- 『ユグノーの呪い』（光文社） 2005年3月、のち文庫 2007年3月　ISBN 9784334742140

第8回日本ミステリー文学大賞新人賞受賞作
- 『ノアの徴』（光文社） 2006年3月　ISBN 9784334924904

のち改題『ふたりのノア』（光文社） 2009年3月　ISBN 9784334745615
- 『硝子の記憶』 (光文社） 2018年2月　 ISBN 978-4334776039